# Nicholas Kaldor

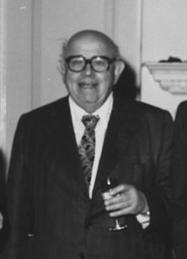
Nicholas Kaldor

Nicholas Kaldor, Baron Kaldor (geboren 12. Mai 1908 in Budapest, Österreich-Ungarn; gestorben 30. September 1986 in Papworth Everard, Cambridgeshire) war ein britischer Ökonom. Er galt als Keynesianer.

## Leben
Miklós Káldor war der Sohn eines Rechtsanwaltes. Nach dem erfolgreichen Besuch eines Gymnasiums in Budapest ging Kaldor nach Berlin, um dort zu studieren. 1927 wechselte er an die London School of Economics and Political Science. Später war er Professor an der University of Cambridge. Er wurde 1963 in die British Academy, 1977 in die American Academy of Arts and Sciences und 1979 in die Ungarische Akademie der Wissenschaften aufgenommen. Außerdem erhielt er die Ehrendoktorwürde der Universität Dijon (1962) und der Goethe-Universität Frankfurt am Main (1982).

## Werk

### Die Konsumfunktion
Kaldor nahm an, dass die Arbeiter einen höheren Teil ihres Einkommens konsumieren würden als die Bezieher von Gewinn- oder Profiteinkommen. Der Konsum hängt also nicht einfach wie in einfacheren keynesianischen Modellen vom Einkommen Y insgesamt ab, sondern auch von der Aufteilung des Einkommens in Lohneinkommen L und Profiteinkommen P (engl. „profit“).
```
            Gesamtwirtschaftliches Einkommen Y:

  

    

      

        
Y

        
=

        
L

        
+

        
P

      

    

    
{\displaystyle Y=L+P}

  

```

wobei L die Löhne und P die Profite (Gewinne) sind.
```
            Konsum C: 

  

    

      

        
C

        
=

        

          
c

          

            
l

          

        

        
⋅

        
L

        
+

        

          
c

          

            
p

          

        

        
⋅

        
P

      

    

    
{\displaystyle C=c_{l}\cdot L+c_{p}\cdot P}

  

            wobei 

  

    

      

        

          
c

          

            
l

          

        

        
>

        

          
c

          

            
p

          

        

        
,

      

    

    
{\displaystyle c_{l}>c_{p},}

  

```

{\displaystyle c_{l}} und {\displaystyle c_{p}} sind die konstanten Konsumneigungen der Lohn- und Profiteinkommensbezieher.

### Harrod-Domar-Modell
In diesem Wachstumsmodell wächst die Wirtschaft mit der befriedigenden oder gewünschten Rate, wenn die gesamtwirtschaftliche Sparquote s gleich dieser Wachstumsrate g multipliziert mit dem bei Domar technisch gegebenen Kapitalkoeffizienten v = K/Y ist. Der Kapitalkoeffizient v gibt an, welcher Kapitalstock K technisch erforderlich ist, um eine bestimmte Produktion Y zu erzielen.
Es wäre Zufall, wenn s genau diesen Wert hätte. Die Konsumfunktion von Kaldor erlaubt nun zumindest theoretisch eine Lösung dieses Problems (wobei andere Theorien andere Lösungen vorschlagen), da durch Veränderung der Einkommensverteilung auf Löhne und Gewinne die gesamtwirtschaftliche Konsumquote c, die sich mit der gesamtwirtschaftlichen Sparquote s zu 1 ergänzt, verändert werden kann. Ist die Sparquote zu niedrig, muss der Anteil der Gewinne am Gesamteinkommen erhöht, ist sie zu hoch, muss dieser Anteil vermindert werden.

### Die technische Fortschrittsfunktion
Ein weiterer Beitrag Kaldors zur Wachstumstheorie ist die Funktion technischen Fortschritts, die technische Fortschrittsfunktion. Sie stellt eine Beziehung her zwischen der Steigerungsrate der Arbeitsproduktivität in Abhängigkeit von der Steigerungsrate der Kapitalintensität. Die Kapitalintensität ist dabei der Kapitalstock (Fabriken, Gebäude usw.) im Verhältnis zur Anzahl der Beschäftigten.

### Kaldor-Hicks-Kriterium
Zusammen mit John Richard Hicks veröffentlichte er 1939 das Kaldor-Hicks-Kriterium, mit dem die Effizienz von Kompensationszahlungen bei Wohlfahrtsvergleichen beschrieben wird.

## Schriften (Auswahl)
- The essential Kaldor. London, Duckworth, 1989. ISBN 0-7156-2282-X
- Wege zum Wohlstand: Wirtschaftsfragen und Wiederaufbaupläne. Köln: Staufen-Verl., 1948